# Erigeron acris

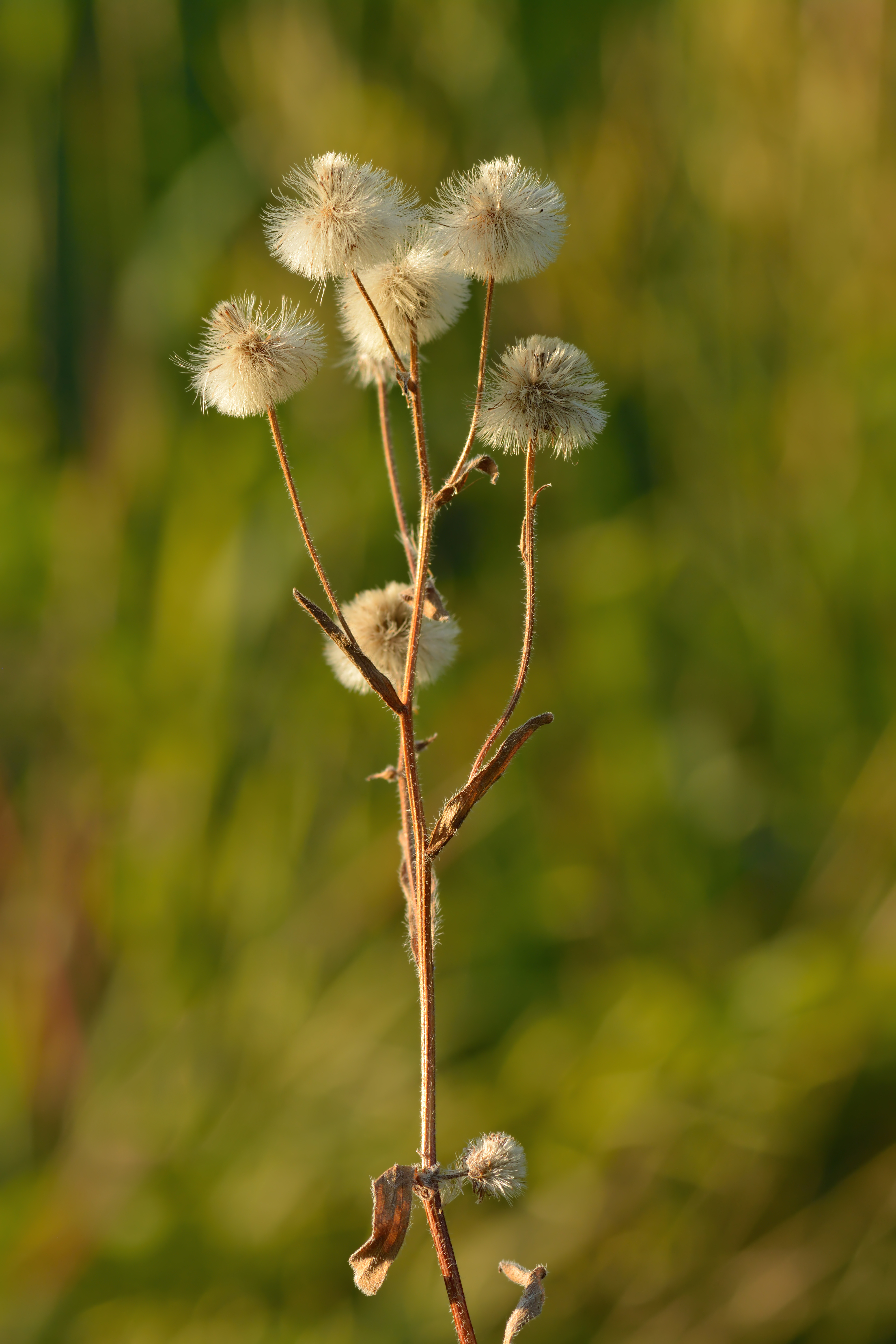
Fructificación.

El zarramagar (Erigeron acris) es una herbácea de la familia de las asteráceas.

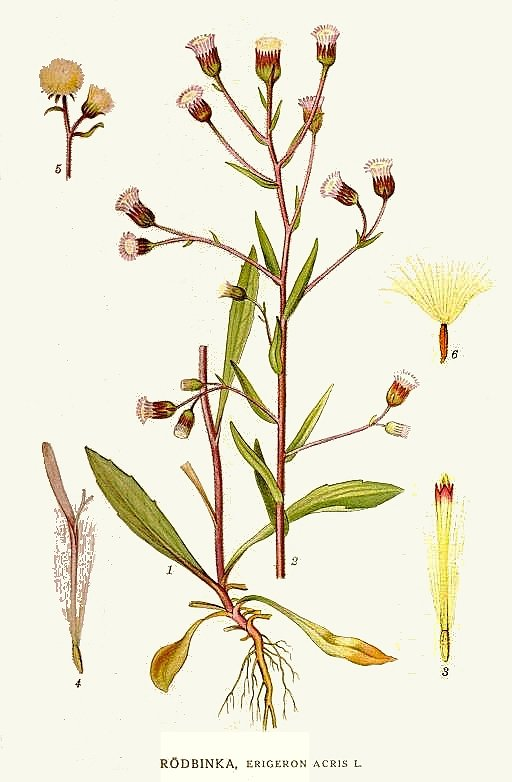
Ilustración

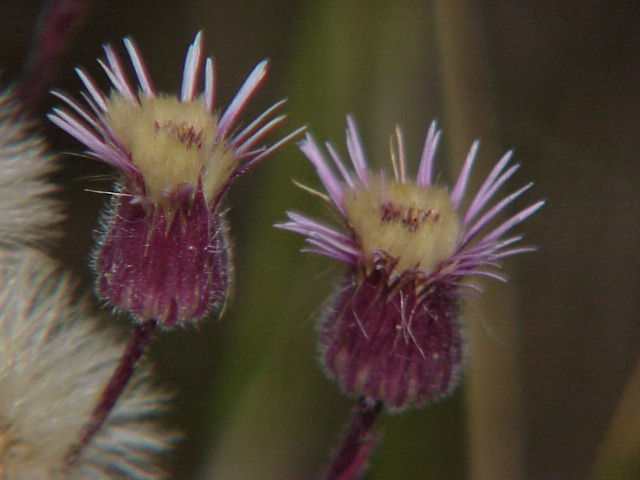
Flores

## Descripción
Estas plantas pueden alcanzar hasta un tamaño de entre 15 y 60 cm de altura. Hojas lanceoladas, las inferiores pecioladas, normalmente enteras. Capítulos de flores liguladas violeta pálido poco más largas que las tubulosas, amarillentas; capítulos de 6-13 mm de diámetro en inflorescencia alargada o de parte superior plana. Brácteas involucrales lineales, con centro marrón y margen escarioso. Especie muy variable. Florece a final de primavera y a lo largo del verano.
La forma orgánica es escaposa emicriptofita, son plantas perennes con yemas invernantes a nivel del suelo y protegida por la basura o la nieve, con un eje floral erecto y, a menudo desprovistos de hojas. En estas plantas la forma orgánica también puede definirse emicriptofita bienal, en referencia al ciclo de vida de dos años.

## Distribución y hábitat
Toda Europa, excepto Islandia y Turquía. Habita en lugares secos y pedregosos, dunas, muros. En España en melojares.

## Taxonomía
Erigeron acris fue descrita por Carlos Linneo y publicado en Species Plantarum, vol. 2, p. 863–864, en 1753, como E. acre.
Etimología
Erigeron: nombre genérico que deriva de las palabras griegas: eri = "temprano" y geron =  "hombre viejo", por lo que significa "hombre viejo en la primavera", en referencia a las cabezas de semillas blancas mullidas y la floración temprana y fructificación de muchas especies.
acris: epíteto latíno que significa "agudo, punzante".
Variedades
Tiene once variedades que están en disputa, pendientes de ser aceptadas:
- Erigeron acris subsp. angulosus (Gaudin) Vacc.
- Erigeron acris subsp. botschantzevii Greuter
- Erigeron acris subsp. brachycephalus (H.Lindb.) Hiitonen
- Erigeron acris subsp. droebachiensis (O.F.Müll.) Arcang.
- Erigeron acris var. fuscomarginatus Emb. & Maire
- Erigeron acris var. kamtschaticus (DC.) Herder
- Erigeron acris subsp. mesatlanticus (Maire) Maire
- Erigeron acris subsp. podolicus (Besser) Nyman
- Erigeron acris subsp. politus (Fr.) H.Lindb.
- Erigeron acris subsp. pycnotrichus (Vierh.) Grierson
- Erigeron acris subsp. serotinus (Weihe)[6]

Sinonimia
- Aster erigeron E.H.L.Krause[7]
- Aster glabratus (Hoppe & Hornsch.) E.H.L.Krause
- Erigeron acer L.
- Erigeron acer f. acer
- Erigeron acer var. pseudoelongatus (Rouy) O.Bolòs & Vigo
- Erigeron alpinus Lam.
- Erigeron alpinus Ledeb.
- Erigeron alpinus subsp. glabratus (Bluff & Fingerh.) Briq.
- Erigeron alpinus subsp. polymorphus Wilczek & Schinz
- Erigeron angustatus Fr. ex Nyman
- Erigeron corymbosus Wallr.
- Erigeron elongatus Moench
- Erigeron glaberrimus Scheele ex Nyman
- Erigeron glabratus Hoppe & Hornsch. ex Bluff & Fingerh.
- Erigeron glabratus Hook.
- Erigeron glabratus var. glabratus
- Erigeron glabratus var. occidentalis O.Bolòs & Vigo
- Erigeron muelleri Lund ex Nyman
- Erigeron nelsonii Greene
- Erigeron orientalis Boiss.
- Erigeron paniculatus Meig. & Wenig.
- Erigeron polymorphus subsp. graecus Vierh.
- Erigeron polymorphus subsp. montenegrinus Vierh.
- Erigeron polymorphus subsp. occidentalis Vierh.
- Erigeron pseudoacris Schur
- Erigeron scaber Willd. ex Spreng.
- Erigeron shepardii Post
- Erigeron umbellatus Gilib.
- Erigeron uniflorus subsp. glabratus (Bluff & Fingerh.) Ces.
- Erigeron villarsii Willd.
- Erigeron vulgaris Scheele ex Nyman
- Trimorpha acris (L.) Gray
- Trimorpha hispanica Vierh.[8][9]